# 漆原智志
漆原智志（本名，1966年2月9日—）是廣島縣出身的男性動畫師、人物設計師、漫畫家。隸屬Office Earthwork。

## 經歷、人物
1983年，就讀宮島工業高中3年級時和吉本欣司相識，兩人意氣相合成為好友。其後應徵角川映畫動畫作品《少年肯尼亞》的動畫師公開招募合格，負責劇中犀牛和河馬扭打場景的一部分。
1984年高中畢業後，進入製作《少年肯尼亞》的東映動畫。累積動畫製作經驗後，升格成為日美合作電視動畫《變形金剛》的原畫。
1985年辭退東映動畫工作後成為自由職業，以OVA作品為中心活躍。
1989年在以英雄奇幻故事為題材的《極黒の翼バルキサス》中，漆原擔任人物設計與作畫監督。和同屆的吉本欣司從此組成搭檔，並且共同活躍於之後的《雲海歷險》、《校內寫生2》等作品。尤其在漆原以原作、人設、作監、演出等身分參加的作品《雲海歷險》中，入浴場景出現了對乳搖不尋常的堅持（由於描寫過於煽情足以比擬成人動畫，甚至贊助商在試映會後要求製品版必須修正，蔚為佳話）。
1990年，漆原和吉本欣司及櫻美勝志等人成立Office Earthwork直至今日。2012年1月，漆原在茜新社發行第一本十八禁畫集《姦 ―KAN―》。
漆原擅長描繪女性角色的裸體，尤其是乳房和乳頭；自身也曾經坦言說喜歡畫女性的插圖。此外，由於漆原在畫裸體圖時幾乎都會很縝密地描寫陰毛，而得到由名字改變而來的「たわし原」（「たわし」意思為「刷毛」）等渾名。雖然大部分以畫女性角色居多，不過其所畫的男性角色和女性描寫有所區別也受到好評，在《夢幻模擬戰系列》充分發揮出漆原人物的魅力。

## 主要作品

### 電視動畫
- 鉄腕アント（動畫，原畫）
- 龍與地下城（動畫，原畫）
- 木偶出征百老匯（動畫，原畫）
- 義勇羣英（原畫）
- 變形金剛（原畫，作畫監督）
- 福星小子（原畫）
- 宇宙奇兵（原畫）
- ついでにとんちんかん(op原畫)
- 愛的小婦人物語（原畫）
- 世紀末救世主傳說 北斗神拳（原畫）
- 魁！！男塾（原畫）
- 太空三劍俠（原畫）
- 不可思議星球的雙胞胎公主（第30話：原畫）
- 鴉天狗卡布都（主要角色設計，第1話作畫監督）
- 純情房東俏房客 聖誕節特別篇（原畫）
- Fate/stay night（第16話：原畫）
- 零之使魔（第1話：原畫）
- Ghost Hunt（第9話：原畫）
- 一騎當千 Dragon Destiny（ED作畫監督）
- 現視研2（OP作畫監督、原畫）
- 魔法禁書目錄(op原畫)
- 女王之刃系列 
  - 女王之刃 流浪的戰士（第2話：故事情節）
  - 女王之刃 王位的繼承者（ed作畫監督）
- 只有神知道的世界（第2季第11話預告插畫）
- 機巧少女不會受傷（ED特技作畫原畫）
- 桃心之劍（OP作畫原畫）
- 靈感少女（OP作畫原畫）
- sin 七大罪（分鏡）
- 落女子!～有女孩從…二樓掉下來了!?～（角色設計）
- 回复术士的重启人生（第8话原画）

### 劇場動畫
- 聖鬥士星矢 真紅的少年傳說（原畫）
- 阿基拉（AKIRA）（原畫）
- 五星物語（作畫監督補）
- 三國志 (動畫電影)第二部・長江燃ゆ!（原畫）

### 一般OVA
- 勇往直前（第2話：作畫監督補）
- 哭泣殺神（第3話：作畫監督）
- 極黑之翼（人物設定、作畫監督）
- 無限地帶23 PART2（原畫）
- 孔雀王2 幻影城（作畫監督輔佐、原畫）
- RIDING BEAN（機械設定）
- 羅德斯島戰記 (OVA)（第1話：原畫、第5話：作畫監督）
- 吹泡糖危機 PART7（客串人物設定、總作畫監督）
- 雲海歷險（原作、演出、人物設定、作畫監督）

### 18禁OVA
- 超能力少女バラバンバ（包裝繪圖、機械設定、原畫）
- フルーツバージョン（原畫）
- 新乳霜檸檬 白色之影（人物設定、作畫監督）
- 新乳霜檸檬 亞美·從今以後（客串作畫監督）
- 校內寫生2（第1話演出、人物設定、作畫監督、原畫，第4話人物設定、作畫監督、原畫）
  - 發售當時原本是15禁，之後因為日本影像倫理協會規定修改後分類至18禁。
- 淫獸學園（分鏡）
- Front Innocent（原作、監督、脚本、分鏡、人物設定、作畫監督）

### 一般遊戲
- 夢幻模擬戰系列（人物設定・原畫）
  - Sega Saturn版『ラングリッサー トリビュート』（I - V合集版）的Sofmap店頭預約特典海報由於女主角全裸，出現無法將預約特典交給未成年人的奇例。
- 梦幻骑士系列（人物設定・原畫）
- 重裝機兵VALKEN （人物設定）

### 18禁電腦遊戲
- 秘密の花園（人物設定・原畫・作畫監督）
  - 嚴格說來不屬於18禁（電腦軟體倫理機構成立以前的作品），但依照後來的倫理規定分類為18禁。

### 漫畫
- 蕾夢亞傳說（レジェンド・オブ・レムネア、Legend of Lemnear）（《極黑之翼》的漫畫化，月刊Comic NORA連載，學習研究社發行，東立出版社代理台灣及香港中文版，學習研究社單行本全3卷、愛藏版全2卷，東立出版社單行本全3卷）
- 星際再生緣（キラリティー）（單行本全3卷，月刊Comic NORA連載，學習研究社發行，東立出版社代理台灣及香港中文版，學習研究社單行本全3卷、愛藏版全2卷，東立出版社單行本全3卷）
- 雲海奇兵隊（プラスチックリトル）（《雲海歷險》的漫畫化，月刊Comic NORA連載，學習研究社發行，東立出版社代理台灣及香港中文版，學習研究社單行本全1卷、全彩完全版全1卷，東立出版社單行本全1卷）
- 暗夜吸血鬼（VAMPIRE MASTER ダーククリムゾン）（月刊Magazine Z連載，未完結，講談社發行，東立出版社代理台灣及香港中文版，講談社單行本全3卷、愛藏版全4卷，東立出版社單行本全3卷）
- 悠久默示錄（悠久黙示録エイドロンシャドー）（吉本欣司原案，月刊Comic電擊大王連載，MediaWorks發行，單行本全2卷，東立出版社代理台灣中文版）
- Ragnarock City（ラグナロックシティ）（月刊Comic NORA連載，學習研究社發行，單行本全1卷）

### 畫集
- SATOSHI URUSHIHARA CELL WORKS（1994年4月、Movic、ISBN 4896010868）
- VENUS（1997年11月、学習研究社、ISBN 4-05-601681-X）
- レジェンド・オブ・ラングリッサー（1998年8月、学習研究社、ISBN 4056019551）
- ラグナロックシティ（2001年3月、学習研究社、ISBN 4056023961）
- LOVE（裸舞）（2003年4月、学習研究社、ISBN 4056031225）
- U:COLLECTION（2003年12月、講談社、ISBN 4063645330）
- Φ（2005年4月2日、学習研究社、ISBN 4056039610）
- ビジュアルワークス 〜フロントイノセントvol.1より〜（2005年10月3日、Enterbrain、ISBN 4757724969）
- Σ（2006年6月30日、学習研究社、ISBN 4056044850）
- 麗裸（2009年12月15日第1刷發行、学研出版、ISBN 978-4-05-605670-9）
- GROWLANSER ART WORKS（2010年6月28日、一迅社、ISBN 4758011729）
- 姦 ―KAN―（2012年1月30日初版發行、茜新社、ISBN 978-4-86349-263-9）
- 嬲 ―NABURU―（2016年9月10日初版發行、茜新社、ISBN 978-4-86349-574-6）

### 插畫
- 水晶國傳說系列
- 大小姐×戰車（森野一角著，法蘭西書院2009年4月20日出版，ISBN 978-4829658727）

### 其他
- COMIC TENMA （封面插畫）

## 助手
- 草野紅壹
- 政一九
- かとうひでお

## 外部連結
- EARTHWORK Official Web Page （页面存档备份，存于）
- うるしのウルルン停滞記 （页面存档备份，存于）
- 漆原智志的pixiv